# 烃源岩
烴源岩（英語：source rock）是已生成碳氫化合物或可生成碳氫化合物的岩石。它們是富含有機物的沉積物，通常在淺海、湖泊和三角洲沉積環境中生成 。

### 烴源岩類型
烴源岩根據它們所含的干酪根類型進行分類如下：

#### I型烴源岩
其有機物是由深湖缺氧條件下沉積的藻類形成，經過深埋熱變質時往往會產生蠟質原油。

#### II 型烴源岩
有機物是由海洋環境中缺氧條件下沉積的浮游生物和細菌形成：經過深埋裂解時會產生石油和天然氣。

#### III 型烴源岩
其有機物是由在有氧或亞氧條件下被細菌和真菌分解的陸生植物材料形成的：在深埋過程中熱裂解時，它們主要產生氣體和伴生輕油。大多數煤和煤質頁岩一般為Ⅲ型烴源岩

### 成熟和驅出
經過沉積物埋藏深度的增加和溫度的升高，岩石內的干酪根開始熱裂解（英語：cracking）。較短鏈的碳氫化合物首先從乾酪根中釋放出。
后經過烴源岩內部因生烴和壓實引起的超壓作用。碳氫化合物與其他孔隙中流體一起被排出到多孔和可滲透的載體層（英語：carrier bed）。由於浮力驅動，碳氫化合物繼續往上移動到儲層或溢出到地表成油苗